# Стефан Джіонта
Стефан Джіонта (англ. Stephen Gionta, нар. 9 жовтня 1983, Рочестер) — американський хокеїст, що грав на позиції центрального нападника. Грав за збірну команду США.

## Ігрова кар'єра
Хокейну кар'єру розпочав 1999 року в системі юніорського хокею США.
Протягом професійної клубної ігрової кар'єри, що тривала 14 років, захищав кольори команд АХЛ «Олбані Рівер-Ретс», «Ловелл Девілс», «Олбані Девілс» та інші. 
З 2010 по 2016 виступав у складі «Нью-Джерсі Девілс».
12 вересня 2016 Джіонта уклав однорічний контракт з «Нью-Йорк Айлендерс». Але і тут більшу частину часу Стефан провів у складі фарм-клубу АХЛ «Бріджпорт Саунд Тайгерс».
Загалом провів 325 матчів у НХЛ, включаючи 24 гри плей-оф Кубка Стенлі.
Виступав за збірну США, на головних турнірах світового хокею провів 10 ігор в її складі.

## Інше
З 1 серпня 2019 Стефан скаут клубу НХЛ «Тампа-Бей Лайтнінг».

## Статистика

### Клубні виступи
| Сезон        | Клуб                      | Ліга         | Регулярний сезон | Регулярний сезон | Регулярний сезон | Регулярний сезон | Регулярний сезон | Плей-оф | Плей-оф | Плей-оф | Плей-оф | Плей-оф |
| Сезон        | Клуб                      | Ліга         | І                | Г                | П                | О                | ШХ               | І       | Г       | П       | О       | ШХ      |
| ------------ | ------------------------- | ------------ | ---------------- | ---------------- | ---------------- | ---------------- | ---------------- | ------- | ------- | ------- | ------- | ------- |
| 1999–00      | «Рочестер Американс» юн.  | NAHL         | 41               | 11               | 15               | 26               | 56               | —       | —       | —       | —       | —       |
| 2000–01      | Юніорська збірна США      | NTDP         | 17               | 1                | 2                | 3                | 12               | —       | —       | —       | —       | —       |
| 2001–02      | Юніорська збірна США      | NTDP         | 25               | 2                | 5                | 7                | 33               | —       | —       | —       | —       | —       |
| 2002–03      | Бостонський коледж        | НКАА         | 33               | 5                | 10               | 15               | 36               | —       | —       | —       | —       | —       |
| 2003–04      | Бостонський коледж        | НКАА         | 41               | 9                | 15               | 24               | 36               | —       | —       | —       | —       | —       |
| 2004–05      | Бостонський коледж        | НКАА         | 38               | 8                | 11               | 19               | 44               | —       | —       | —       | —       | —       |
| 2005–06      | Бостонський коледж        | НКАА         | 39               | 11               | 21               | 32               | 66               | —       | —       | —       | —       | —       |
| 2005–06      | «Олбані Рівер-Ретс»       | АХЛ          | 3                | 5                | 1                | 6                | 2                | —       | —       | —       | —       | —       |
| 2006–07      | «Ловелл Девілс»           | АХЛ          | 67               | 7                | 8                | 15               | 15               | —       | —       | —       | —       | —       |
| 2007–08      | «Ловелл Девілс»           | АХЛ          | 63               | 16               | 13               | 29               | 33               | —       | —       | —       | —       | —       |
| 2008–09      | «Ловелл Девілс»           | АХЛ          | 52               | 2                | 9                | 11               | 30               | —       | —       | —       | —       | —       |
| 2009–10      | «Ловелл Девілс»           | АХЛ          | 68               | 15               | 19               | 34               | 26               | 5       | 0       | 1       | 1       | 0       |
| 2010–11      | «Олбані Девілс»           | АХЛ          | 54               | 10               | 20               | 30               | 21               | —       | —       | —       | —       | —       |
| 2010–11      | «Нью-Джерсі Девілс»       | НХЛ          | 12               | 0                | 0                | 0                | 6                | —       | —       | —       | —       | —       |
| 2011–12      | «Олбані Девілс»           | АХЛ          | 56               | 6                | 10               | 16               | 40               | —       | —       | —       | —       | —       |
| 2011–12      | «Нью-Джерсі Девілс»       | НХЛ          | 1                | 1                | 0                | 1                | 0                | 24      | 3       | 4       | 7       | 4       |
| 2012–13      | «Олбані Девілс»           | АХЛ          | 11               | 2                | 3                | 5                | 4                | —       | —       | —       | —       | —       |
| 2012–13      | «Нью-Джерсі Девілс»       | НХЛ          | 48               | 4                | 10               | 14               | 14               | —       | —       | —       | —       | —       |
| 2013–14      | «Нью-Джерсі Девілс»       | НХЛ          | 66               | 4                | 7                | 11               | 18               | —       | —       | —       | —       | —       |
| 2014–15      | «Нью-Джерсі Девілс»       | НХЛ          | 61               | 5                | 8                | 13               | 12               | —       | —       | —       | —       | —       |
| 2015–16      | «Нью-Джерсі Девілс»       | НХЛ          | 82               | 1                | 10               | 11               | 43               | —       | —       | —       | —       | —       |
| 2016–17      | «Бріджпорт Саунд Тайгерс» | АХЛ          | 7                | 1                | 2                | 3                | 2                | —       | —       | —       | —       | —       |
| 2016–17      | «Нью-Йорк Айлендерс»      | НХЛ          | 26               | 1                | 5                | 6                | 2                | —       | —       | —       | —       | —       |
| 2017–18      | «Бріджпорт Саунд Тайгерс» | АХЛ          | 30               | 2                | 3                | 5                | 13               | —       | —       | —       | —       | —       |
| 2018–19      | «Нью-Йорк Айлендерс»      | НХЛ          | 5                | 0                | 0                | 0                | 0                | —       | —       | —       | —       | —       |
| 2018–19      | «Бріджпорт Саунд Тайгерс» | АХЛ          | 26               | 2                | 2                | 4                | 8                | 5       | 1       | 0       | 1       | 2       |
| Усього в НХЛ | Усього в НХЛ              | Усього в НХЛ | 301              | 16               | 40               | 56               | 95               | 24      | 3       | 4       | 7       | 4       |

### Збірна
| Рік                | Команда            | Турнір             | Місце              | І  | Г | П | О | ШХ |
| ------------------ | ------------------ | ------------------ | ------------------ | -- | - | - | - | -- |
| 2001               | США                | ЮЧС18              | 6-е                | 6  | 2 | 0 | 2 | 4  |
| 2013               | США                | ЧС                 | 3                  | 10 | 3 | 0 | 3 | 2  |
| Молодіжна збірна   | Молодіжна збірна   | Молодіжна збірна   | Молодіжна збірна   | 6  | 2 | 0 | 2 | 4  |
| Національна збірна | Національна збірна | Національна збірна | Національна збірна | 10 | 3 | 0 | 3 | 2  |